# Georges Rey (réalisateur)
Pour les articles homonymes, voir Georges Rey (homonymie) et Rey.
Georges Rey, né le 20 août 1942 à Lyon, est un cinéaste expérimental, photographe et commissaire d'expositions français.

## Biographie

### Parcours

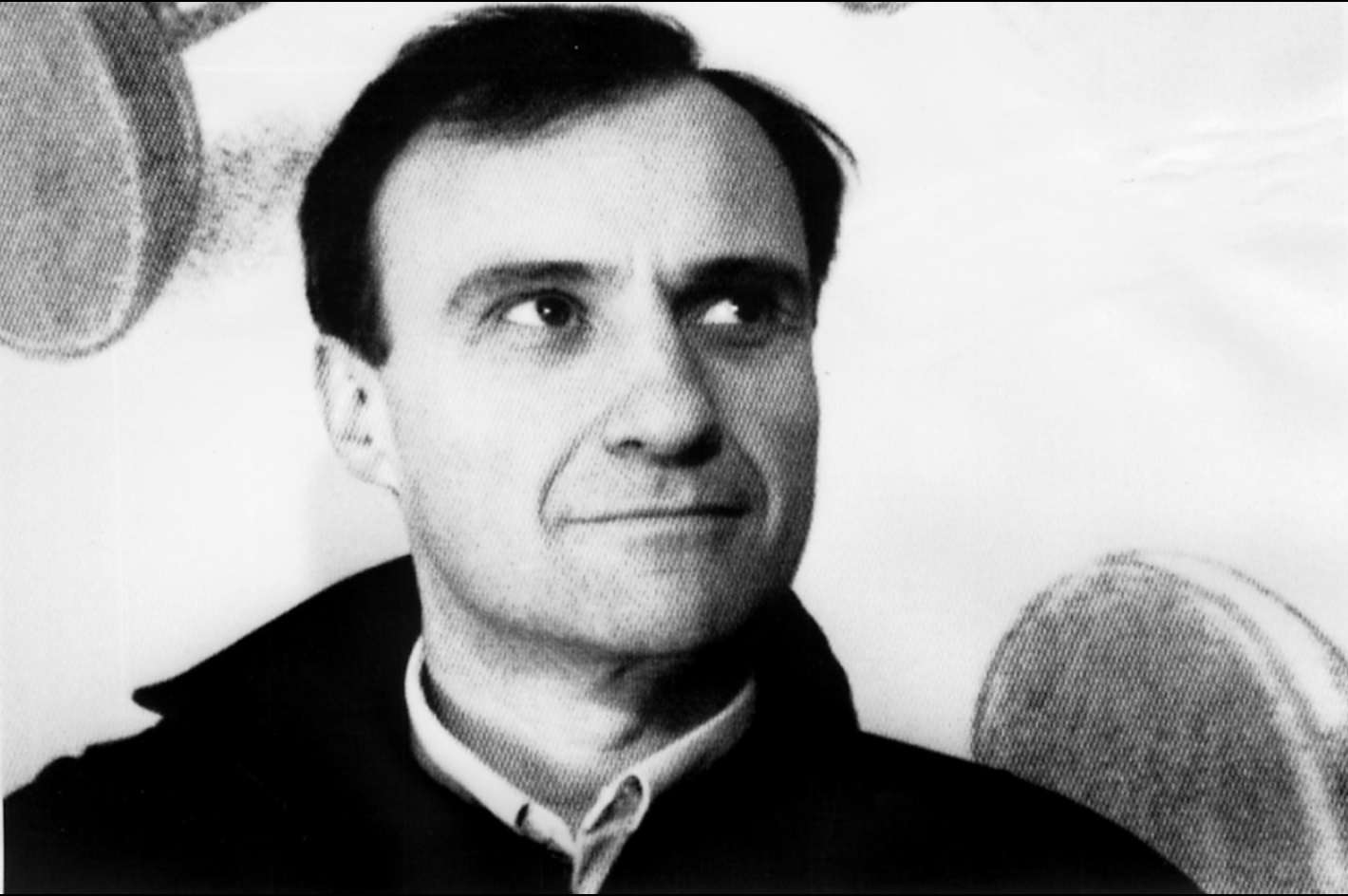
Photographie réalisée lors de Videoformes en 1986 à Clermont-Ferrand

Georges Rey a commencé à filmer à la fin des années 1960, après des études techniques de comptabilité, commerciales, juridiques, d'éducateur populaire et d'histoire de l'art. L’homme nu (1969) est son premier film, suivi par La vache qui rumine, un plan fixe de trois minutes. 
De 1975 à 1978, il réalise un film, décadré, de cinquante minutes, L’amour la plus grande imposture de tous les temps, inspiré par différentes rencontres faites lors de voyages (à Venise, en Occitanie…). Le film commence par un chemin de fourmi, sujet emblématique de ce qui, en soi, ne peut se cadrer. Il traite du lien entre nature et culture, du phénomène de culturation et de construction d’une identité au fil des rencontres. Ce film pose déjà tout l’esprit de la recherche de Georges Rey, son intérêt pour le hors-cadre, son refus de la norme, ce qui le conduit à ne pas tenir compte d’un cinéma normé et à s’intéresser particulièrement à tout ce qui, d’une manière ou d’une autre, contribue à libérer la condition humaine. C’est dans cet esprit, également, qu’il réalise Le monde le plus beau est comme un tas d’ordures répandu au hasard (1976), inspiré d’une phrase d’Héraclite qui postule ainsi l’émergence de la beauté en dehors de l’ordre.
La rencontre de Georges Rey avec l’univers musical punk a confirmé sa démarche. Il y retrouve la mise en cause des règles, le franchissement des limites et le désir d’échapper aux conditionnements. L’attitude punk, où prime la pulsion, le conforte dans son intérêt pour une forme de réalité instinctive et dans sa volonté « d’être présent là où il y a un maximum d’énergie ». Quand Georges Rey filme les groupes, les concerts, « il veut exister autant qu’eux en les filmant », exister pouvant même impliquer de « disparaître ». Il ne s’agit donc pas de signifier un point de vue, un parti pris, par l’orientation ou le mouvement de la caméra, mais de les filmer selon un mode qui soit au plus près de son ressenti en leur présence. Le « Do It Yourself » appliqué à la caméra, en quelque sorte. Le film sur Electric Callas est très frontal, induit par la violence hypnotique du groupe. Celui sur Marie et les Garçons opère un déplacement de la caméra pour être pleinement « avec » le groupe sur scène et laisser apparaître le public. Le film sur Starshooter est en plan fixe, pour mieux capter la prestation scénique du groupe.
Passé cette révélation du monde punk, Georges Rey aura d’ailleurs la sensation d’avoir perdu le contact avec le réel. Si l’on émet l’hypothèse que « se réaliser » consiste à trouver sa réalité, son réel, Georges Rey va donc, à partir des années 1980, se réaliser à travers le regard des artistes. En 1980-81, à New York, il est fasciné par le premier film de Jim Jarmush, Permanent Vacation (1980), dérive urbaine entre rock et punk.
Dès cette époque, Georges Rey commence à réaliser de nombreux portraits d’artistes (films avec Philippe Parreno, Pierre Joseph et Philippe Perrin, avec Ange Leccia…). Si la réalité n’est plus palpable sur un mode immédiat et intense comme le permettait la scène musicale punk quelques années auparavant, Georges Rey cherchera désormais à la saisir par son intérêt pour les artistes, ce qu’ils voient et ce qu’ils restituent du monde (No more reality, film avec Parreno…).
En 1985, il réalise le film Canards, dans le souci de travailler avec une image la plus banale possible.
Les films expérimentaux de Georges Rey privilégient les plans fixes et cherchent à saisir le réel tel qu’il se présente, avec sa temporalité, en le transformant le moins possible. Nul montage (à la différence de ses films sur l'art par exemple). Georges Rey veut laisser le maximum de liberté au sujet filmé.

### Photographe
En parallèle de sa pratique de cinéaste, Georges Rey a développé une pratique quotidienne de la photographie. Cette pratique, tout comme celle de cinéaste s'est inscrite dans plusieurs expositions personnelles et collectives. 

### Professeur
- De 1982 à 2007 : professeur de culture générale à l’école supérieure d’art et design de Grenoble.
- De 1999 à 2007 : professeur de cinéma à l’école nationale supérieure des Beaux-Arts de Lyon.
- De 2009 à 2010 : intervenant dans le domaine des nouvelles technologies spécialement de l’interactivité à l’École Média Art Fructidor de Châlon-sur-Saône.

### Commissaire d’exposition
- 1977-1995 : l'ELAC vidéo, séance hebdomadaire d’art vidéo, de films sur l’art et invitations d’artistes à l’Espace Lyonnais d’Art Contemporain[1].
- 1982 :  Energie New-York, ELAC, co-commissaire Florence Pierre, avec les artistes : Jeff Koons, Lynda Benglis, Jon Borofski, Judy Pfaff, John Torreano, Nancy Arlen, Dike Blair, Tom Butter, R.M Fischer, Don Hazlitt, Steve Keister, Algernon Miller, Jeff Plate, F.L Schröder, Barbara Schwartz, Taro Suzuki, Hap Tivey.
- 1991 : 1re Biennale de Lyon, L’amour de l’art, espace de projections de films de bandes vidéo d’artistes français, Et si la télévision devenait un art !
- 1995 : 3e Biennale de Lyon, Co-commissaire avec Thierry Raspail et Thierry Prat[2],[3].
- 1997 : Version originale, MAC Lyon, exposition sur internet avec 27 artistes[4].
- 2000 : Changement de temps, manifestations présentant 7 artistes dans 7 monuments nationaux français utilisant les nouvelles technologies avec Catherine Beaugrand au château de Chambord, Fabrice Hyber à L’Arc de Triomphe, Pierrick Sorin au château comtal de la Cité de Carcasonne, Robert Wilson à la Basilique de Saint-Denis, Ange Leccia à l’Abbaye de Cluny, Serge Comte au site archéologique de Glanum à Saint Rémy de Provence, Sarkis au Panthéon à Paris[5].
- 2006 : Suite, à la BF15, avec les artistes Sophie Négrier, Hikaru Miyakawa, Camille Laurelli, Romain Jacquet
- 2009 : So Punk !, Institut d’Art Contemporain, Villeurbanne, exposition, concert avec 8 groupes lyonnais et une projection de film[6].
- 2016 : Des mondes parallèles, Institut français, Sfax, Tunisie[7].

### Exploitant de cinéma
À Lyon, Georges Rey a été gérant des salles de cinéma Le Cinéma, de 1976 à 2000, et du Cinéma Opéra, de 1982 à 2000.

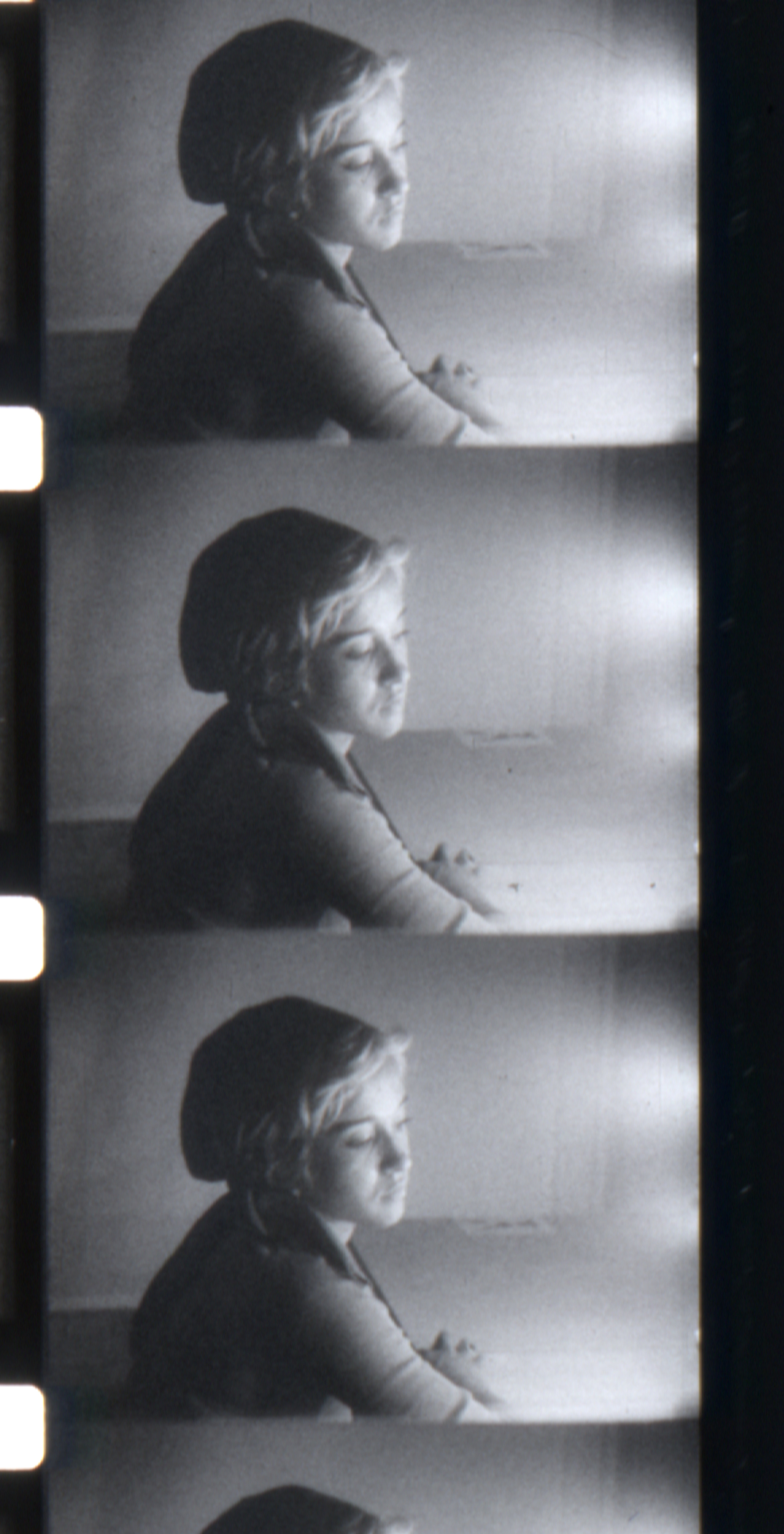
Photogrames extraits de "Portrait", 1973, 16mm.

## Œuvres

### Filmographie sélective
- 1969  La vache qui rumine, 2’45’’, 16mm, muet, N&B.
- 1969 L'homme nu, 2’45’’, 16mm, muet, N&B.
- 1969  La source de la Loire  2’45’’, 16mm, muet, N&B.
- 1973  Portrait, 2’45’’, 16mm, muet, N&B.
- 1975  Accumulations ou « Le monde le plus beau est comme un tas d'ordures répandu au hasard », 4’, S8, sonore, couleur.
- 1975-1978  L'amour la plus grande imposture de tous les temps, 50’, 16mm double bande, sonore, couleur et N&B.
- 1977  Punk?  16’, S8, sonore, couleur.
- 1977  Répétition, 33'40’’, Bande vidéo demi pouce, sonore, N&B.
- 1978  Marie et les garçons Fourvière 78, 3’, 16mm, sonore, couleur.
- 1978  Graziella, 13'30'',  S8, sonore, couleur.
- 1978  Triptyque, 10’22’’, 16mm, sonore, couleur.
- 1979   Fleurs, 10’, 16mm, muet, couleur.
- 1979  Microfilm, 7’, 16mm, sonore, couleur.
- 1982  Fumée, 3’, 16mm, muet, couleur.
- 1983  Canards, 5'24’’, 16mm, muet, couleur.
- 1990  Ange, 29’, BVU, sonore, couleur.
- 1991  No more reality, 38’, U’ Matic, sonore, couleur.
- 1991  Les Enfants gâtés de l'art, 44'34’’, U’ Matic, sonore, couleur.
- 1992  Version française, 62’, U’ Matic, sonore, couleur.
- 2014  Trombe, 2’ en boucle, DVD, sonore, couleur.
- 2015  Regards caméra, 13’ en boucle, DVD, sonore, couleur.

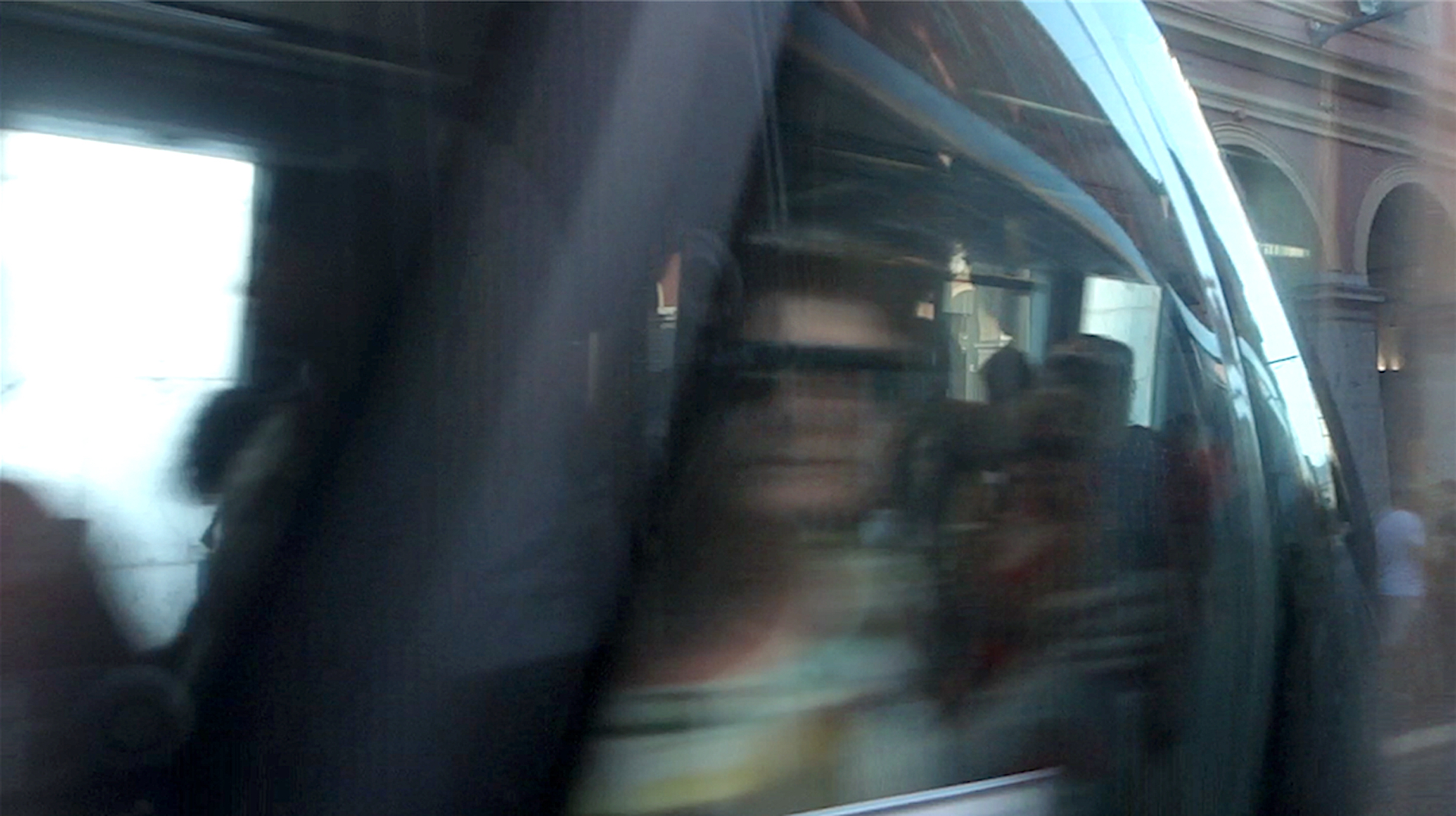
Photogramme extrait du film "Regards caméra", 2015

### Photographie

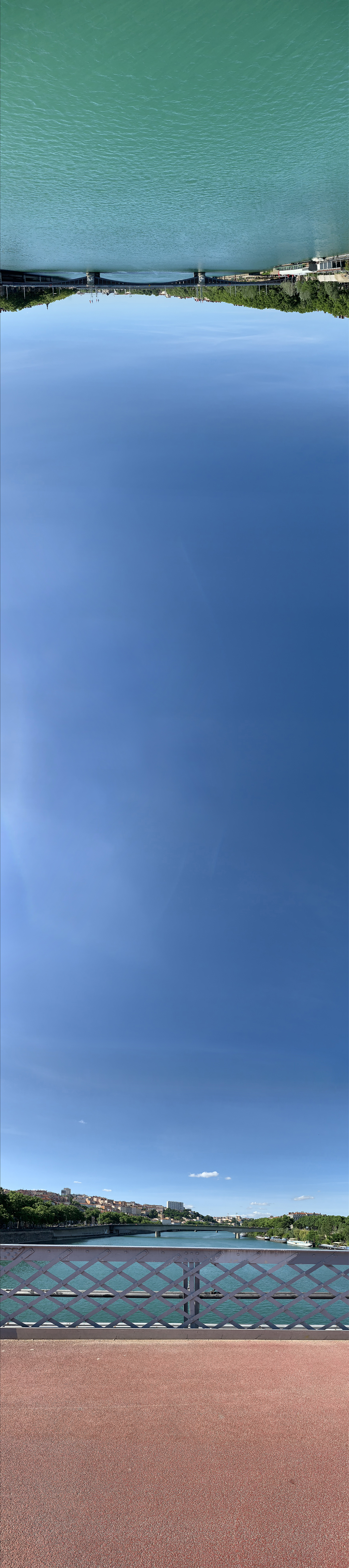
Panorama vertical de la Passerelle du Collège à Lyon, 2020.

Les photographies sont visibles sur Flickr et le site de Georges Rey,.

## Expositions

### Expositions sélectives
- 1980  Le Cinéma Lyon, Exposition 500 Photos, du 14/05 au 10/06/1980.
- 1991 1re Biennale de Lyon, L’amour de l’art, Vidéo No more reality avec Philippe Parreno[11].
- 2006  Grenoble, Le Magasin, exposition Cinéma(s), du 22/01 au 07/05/2006.
- 2006  Zurich, Kunsthaus, The Expanded Eye : Stalking the Useen, du 16/06 au 03/09/2006.
- 2008  Lausanne Musée cantonal des Beaux-Arts, exposition Comme des Bêtes, du 28/03/2008 au 22/06/2008[12],[13].
- 2008  Paris La Villette, exposition Bêtes et Hommes, du 12/09/2007 au 20/01/2008[14].
- 2009  Tokyo Wonder Site, exposition Wonder bang, du 21/03 au 19/04/2009[15].
- 2010  Lyon Le Bleu du ciel, exposition Séance permanente, 7 films en installation, du 05/02 au 05/03/2010.
- 2012  Barcelone, Centre d’Art Santa Monica, exposition Once upon a time screen, du 28/03 au 02/06/2012[16].
- 2012  Clermont-Ferrand, In extenso, exposition (1991-2011), du 04/10 au 10/11/2012[17].
- 2012  Dijon, Jardin des sciences, exposition La vache !, du 13/04 au 31/12/2012.
- 2012  Caen, FRAC Basse-Normandie, exposition Le Blues du Chien, du 06/10 au 29/12.
- 2012 Saint-Denis, 6B, exposition Outre Forêt #4, du 20/10 au 28/10/2012[18].
- 2013  Paris, Cité de la musique, exposition Europunk, du 14/10/2013 au 19/01/2014[19],[20].
- 2015  Bruxelles, Délégation de la région Rhône-Alpes, exposition Sous la surface tendue des apparences, du 14/10 au 03/11/2015[21].
- 2016  Sfax, Tunisie, Maison de France, exposition Les Mondes Parallèles, du 24/02 au 12/03/2016[22].
- 2018  Vénissieux, Maison du Peuple, exposition Un espace de faible densité, du 10/02 au 21/04/2018[23],[24].
- 2019  Lyon, Bibliothèque Municipale, exposition Lyon capitale du rock 1978-1983, présentation de trois films, du 15.05 au 21.09.2019.

### Projections sélectives
- 1976 Paris, Centre national d'art et de culture Georges-Pompidou, Une histoire du cinéma.
- 1980 New-York, Millennium, 9 films, 22/11/1980.
- 1984 Tokyo, New-York, Montréal, Paris, Belgrade, 30 ans de cinéma expérimental en France, A.R.C.E.F  L'homme nu, La vache, La source, Micro-film, Fleurs
- 2002 Olomouc, République Tchèque, La vache qui rumine[25].
- 2009 Villeurbanne, IAC, So punk !, Films punk, 12/11/2009[26].
- 2010 Caen, Cinéma LUX, ciné-conférence Georges Rey, Un autre cinéma, 14/02/2010[27].
- 2010 Berlin, Transmediale, L’homme nu, 06/02/2010[28].
- 2013 Paris, Auditorium du Louvre, Fumée, 01/02/2013[29].
- 2013 Paris, Auditorium du Louvre, Fleurs, 29/03/2013[30].
- 2014 Paris, Auditorium du Louvre, L’homme nu[31].
- 2014 Cologne, Temporary Gallery, La vache qui rumine , 18/09/2014[32],[33].
- 2016 Nantes, Mire, Microfilm, 18/05/2016[34].

### Livres et catalogues
- 1976 Peter Kubleka, Une histoire du cinéma, catalogue de l'exposition une histoire du cinéma, Ed. Centre national d'art et de culture Georges-Pompidou, 238 pages[35].
- 1979 Dominique Noguez, Éloge du cinéma expérimental, Ed. Musée national d'art moderne centre Georges-Pompidou, 191 pages[36].
- 1981 Jean-Paul Fargier, A Lyon Un lieu unique, dans Le Monde, périodique, 14/02/1981[37].
- 1982  Dominique Noguez, Trente ans de cinéma expérimental en France (1950-1980), Paris, Ed. A.R.C.E.F, 119 pages[38].
- 1990 Bernard Blistene et Jean-Michel Bouhours, Andy Warhol, Cinéma, Questions à Georges Rey  ed Carrée, 270 pages[39].
- 1991 Thierry Raspail et Thierry Prat, L'amour de l'art, Ed Biennale d'art contemporain Lyon, 370 pages[40].
- 1995 Thierry Prat, Thierry Raspail et Georges Rey, 3e biennale d'art contemporain de Lyon, Ed Réunion des musées nationaux, 572 pages[41].
- 1996 Jean-Michel Bouhours, L'art du mouvement, ed Centre Georges-Pompidou, 496 pages[42].
- 1996 auteur et éditeur : Ministère des affaires étrangères, Vidéothèque des titres 100 : une collection sur la France contemporaine. 138 pages[43].
- 2001 Nicole Brenez et Christian Lebrat, Jeune, dure et pure! , Ed. Cinémathèque Française et Mazotta, 592 pages[44].
- 2002 Rose Lowder et Alain-Alcide Sudre, L'image en mouvement, ed Archives du film expérimental d'Avignon, page 189[45].
- 2004 Jacky Evrard et Jacques Kermabon, Une encyclopédie du court métrage français, Ed. Yellow Now, 464 pages[46].
- 2006 Georges Rey et Bernard Marcadé, Hauviette Bethemont , Moly-sabata résidence été 2016, 44 pages[47].
- 2007  Vinciane Despret, Bêtes et hommes (exposition à la Villette), Paris, Ed. Gallimard, 160 pages[48].
- 2008 Fibicher Bernard (direction éditoriale), Comme des bêtes, catalogue, exposition au musée cantonal des Beaux-Arts de Lausanne, du 28 mars au 22 juin 2008, Milan, 5 Continents Éditions, 224 pages[49].
- 2012 Sylvie Mokhtari, A la vie délibérée ! : une histoire de la performance sur la Côte d'Azur de 1951 à 2011, Villa Arson, 135 pages[50].
- 2014 Georges Rey, dans la revue May, N°12, Avril 2014 Les enfants gâtés de l'art, (retranscription du texte de la vidéo), Ed. Les presses du rée, 230 pages[51].
- 2014 Raphaël Bassan, Cinéma expérimental, abécédaire pour une contre-culture, ed Yellow Now, 335 pages[52].
- 2015 Direction Artistique Perrine Lacroix, La BF15 2015-2004, ed. deux-cent-cinq, exposition Suite en 2006 proposée par Georges Rey, 320 pages[53].
- 2018 Romain Gandolphe, D'autres voix que la mienne, ed La BF15, 198 pages[54].
- 2018 Chercheurs de la Sorbonne, Partout...mais pas pour très longtemps, ed École Nationale Supérieure des Beaux Arts de Lyon, 170 pages[55].

### Presse
- 1975 Louis Marcorelles, Expérimental 1, Le monde du 10 novembre 1975 .
- 1976 Lyon, un autre cinéma : « le cinéma » ouverture, Revue Melba n°1, novembre 1976, page 8 et 9.
- 1977 Propos d'un autre temps, Revue Melba n°2, Janvier, février 1977.
- 1981 Jean-Paul Fargier, À Lyon,un lieu unique, Le monde du 14 février 1981[56].
- 1985 Guy Argence, Lyon jour et nuit, Art Vivant n°10 03 et 04/1985, page 48[57].
- 1986 Hauviette Bethemont, Georges Rey signale l'avant-garde, Libération, n°96, 27 et 28 décembre 1986.
- 1986 Claire Peillod, La collection vidéo de Grenoble, Entretiens avec Georges Rey, Lyon poche n°770, du 10 au 16/12/1986, page 30.
- 1990 Soirée Andy Warhol à l'ELAC, Libération n°1186 du 11/07/1990.
- 2001 Jean-Marc Manach, Les rapports vert, gris et vert-de-gris (Le cinéma expérimental ou l'institutionnalisation impossible), Revue Dérives, rapport du colloque organisé par le CNC à l'ELAC de Lyon les 9 et 10 décembre 1978[58].